# Hafen von Limassol
Der Hafen von Limassol (griechisch Λιμάνι Λεμεσού, Limani tis Lemesos) ist der bedeutendste Hafen Zyperns.

## Geographie
Die Hafenanlagen von Limassol, der zweitgrößten Stadt der Insel, liegen südwestlich des historischen Stadtkernes in der Limassol Bay, einer Bucht nordöstlich der Halbinsel Akrotiri am Mittelmeer. Im Hafen mündet das Flüsschen Garyllis, das im Troodos-Gebirge nördlich von Limassol entspringt, ins Meer.⊙ Die Hafenanlagen umfassen etwa 130 Hektar Landungseinrichtungen und 100 ha Seefläche.

Sie sind in mehrere, den jeweiligen Zwecken speziell angepasste Hafenteile gegliedert: 
| Hafenteil             | Hafentyp    | Lage | Kailänge               | Tiefe     | Verwendung                                   |       |
| --------------------- | ----------- | ---- | ---------------------- | --------- | -------------------------------------------- | ----- |
| neuer Hafen, Südpier  | Hafenbecken | ⊙    | 300 m, Kaimauer        | 16 m      | Polizei, Arbeitsschiffe, 50 m Ro-Ro-rampe    | [ 2 ] |
| neuer Hafen, Westpier | Hafenbecken | ⊙    | 450+320 m, Kaimauer    | 11–16 m   | Reefer, Containerterminal, 50-m-RoRo-Rampe   | [ 2 ] |
| neuer Hafen, Nordpier | Hafenbecken | ⊙    | 430 m, Kaimauer        | 11 m      | Passagierschiffe, Schlepper                  | [ 2 ] |
| neuer Hafen, Ostpier  | Hafenbecken | ⊙    | 430 m, Kaimauer        | 11 m      | UN-Schiffe                                   | [ 2 ] |
| Marina                | Marina      | ⊙    | Kai- und Steganlagen   | 4–9 m     | 640 Liegeplätze für die Freizeitschifffahrt  | [ 3 ] |
| alter Hafen           | Hafenbecken | ⊙    | 450 m, Kaimauern       | 2,5–4,5 m | Rundfahrten, Polizei, Freizeitschifffahrt    | [ 4 ] |
| Fischereiterminals    | Seebrücken  | ⊙    | 3 × 10 m gespundet     |           | 3 gedeckte Seebücken für Fischereiboote      |       |
| Passagierterminal     | Seebrücken  | ⊙    | 17 m, (115 m offshore) |           | offene Seebrücke für die Personenschifffahrt |       |
| Segelzentrum          | Marina      | ⊙    | Kai- und Steganlagen   | 4 m       | 230 Liegeplätze für die Freizeitschifffahrt  | [ 5 ] |

Die westlichen Hafenbereiche sind der gewerblichen Großschifffahrt vorbehalten. Den Hafenanlagen ist dort ein zwei Kilometer langer Wellenbrecher vorgelagert, sodass in den Hafenbecken normalerweise nur mit höchstens einem Meter Wellengang und Tidenhub gerechnet werden muss.
Östlich der Hafenbecken des neuen Hafens liegen die Marina und der alte Hafen, die von Wellenbrechern in drei Teilstücken mit insgesamt über einen Kilometer Länge ebenfalls geschützt sind. Dort dominieren Gastronomie und Freizeiteinrichtungen.
Weitere Hafeneinrichtungen befinden sich entlang der Limassol Molos Promenade. Diese liegen nahezu ungeschützt am offenen Meer und dienen sowohl der Fischerei als auch der Personenschifffahrt.
Deutlich abgesondert, zehn Kilometer weiter östlich, liegt das Segelzentrum Limassols, die St. Raphael Marina mit eigener, angepasster Infrastruktur. Diese dient ausschließlich der Freizeitschifffahrt und touristischen Zwecken. Für die gewerbliche Großschifffahrt ist diese völlig bedeutungslos. Es gibt dort zwei Wellenbrechen mit insgesamt 600 m Länge.

## Galerie

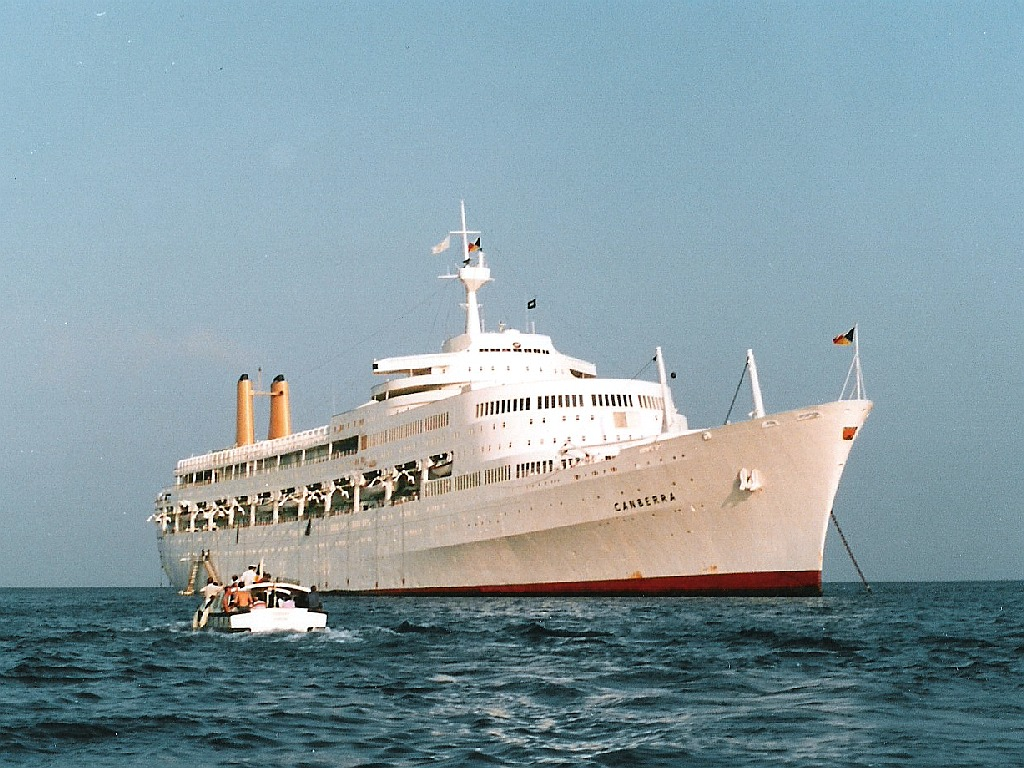
SS Canberra (1984)
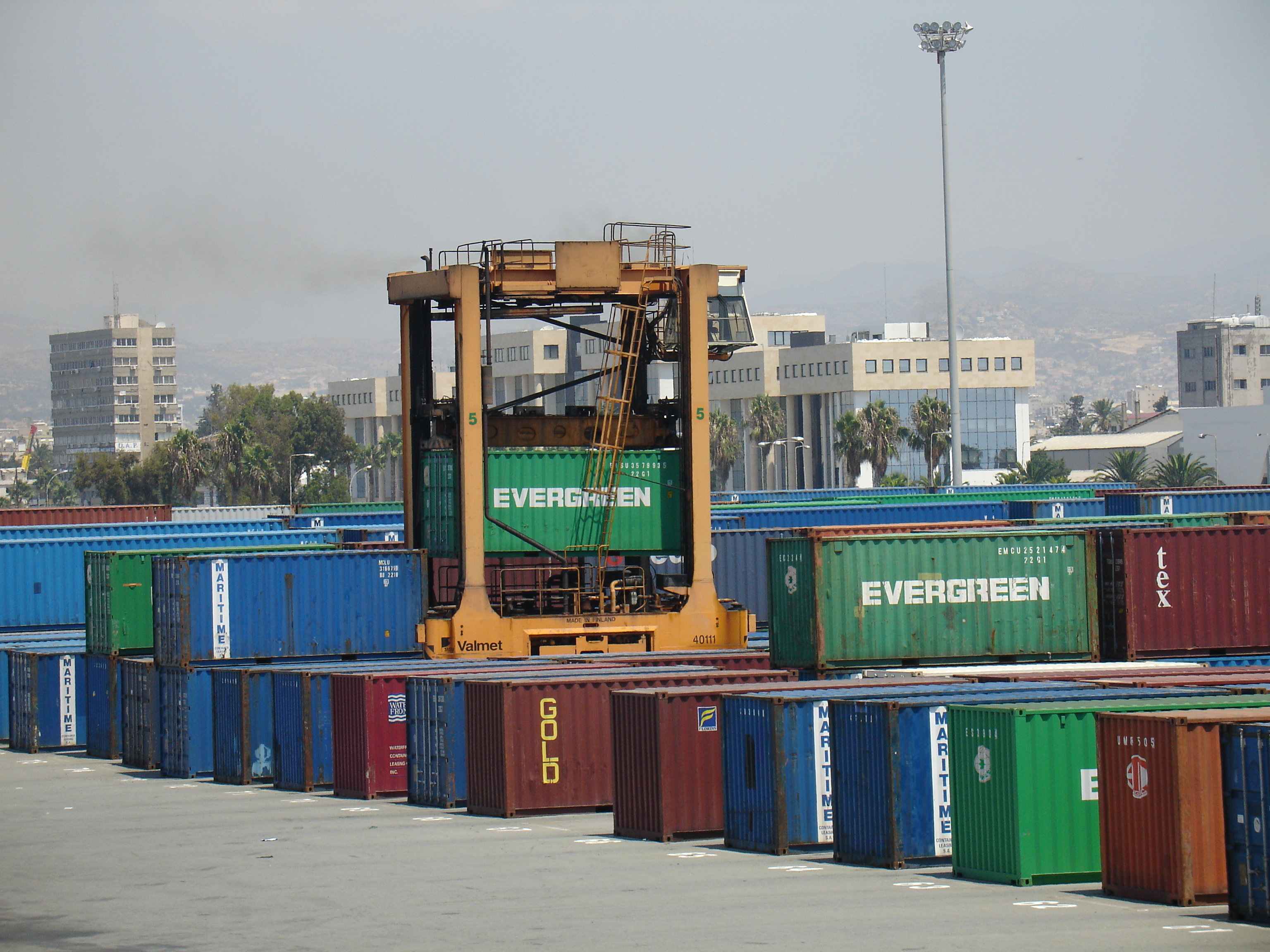
Containerterminal (2006)
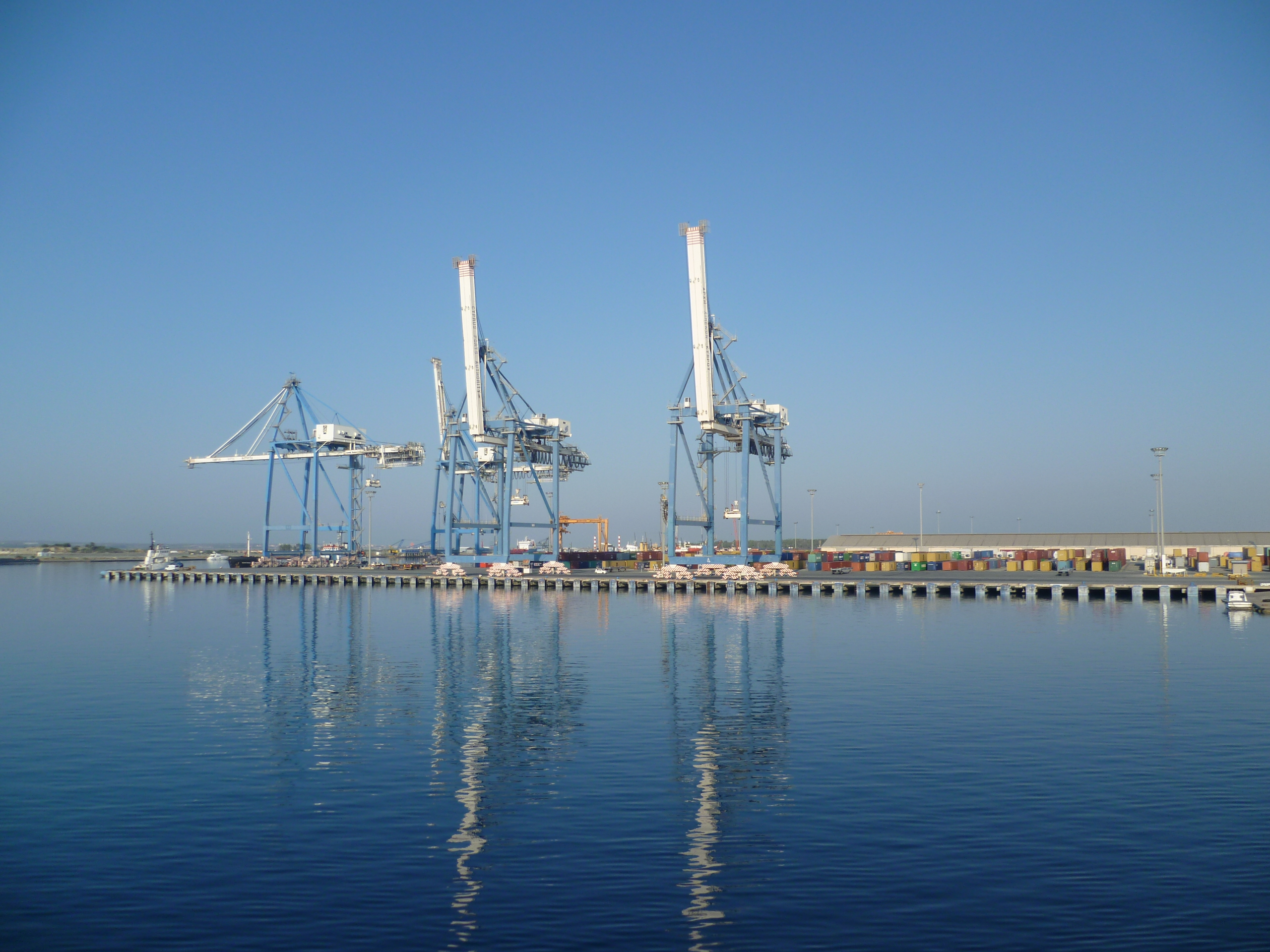
Neuer Hafen, Blick von Südosten (2011)
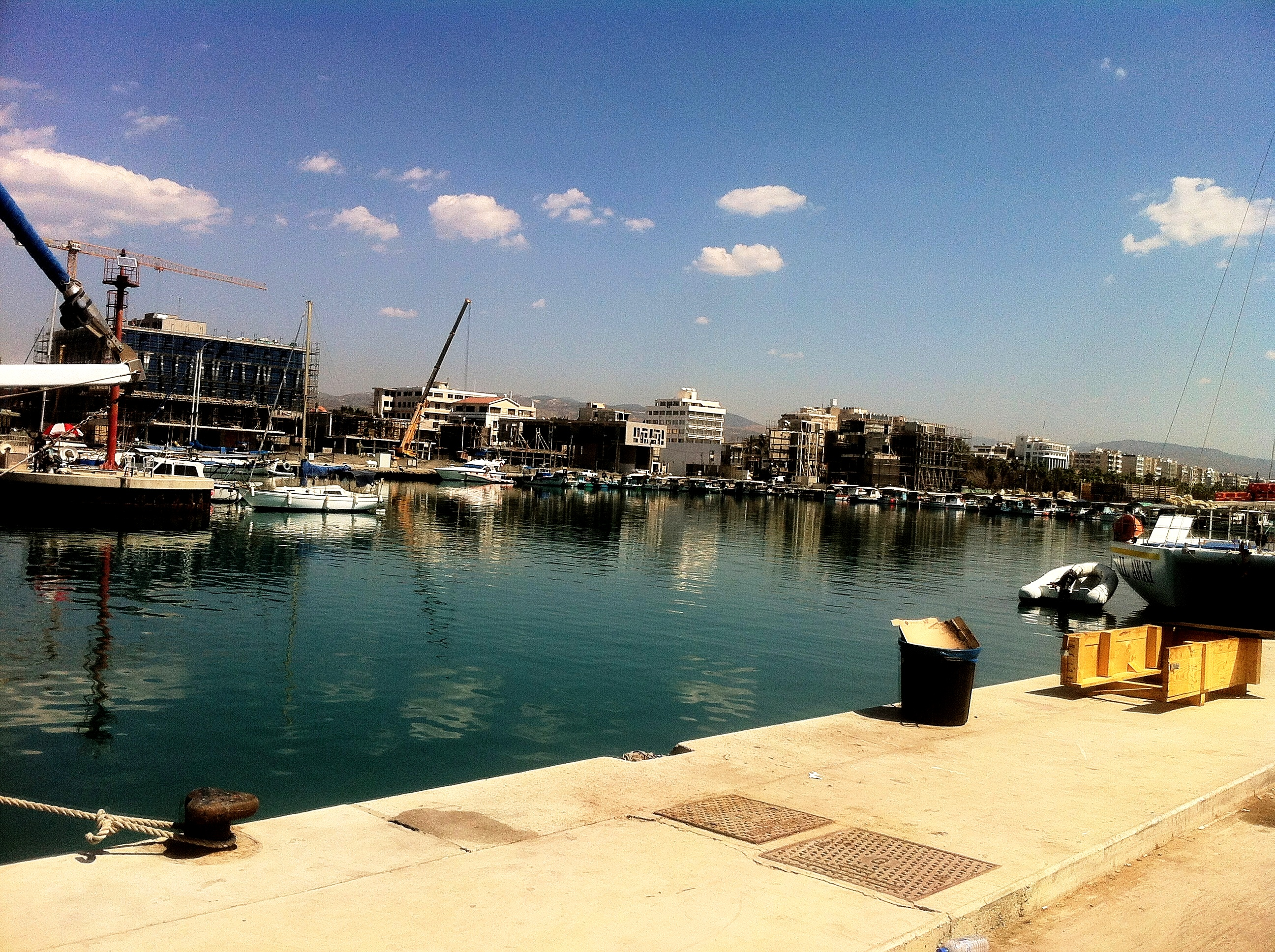
Der alte Hafen, Blick von der südlichen Mole (2012)
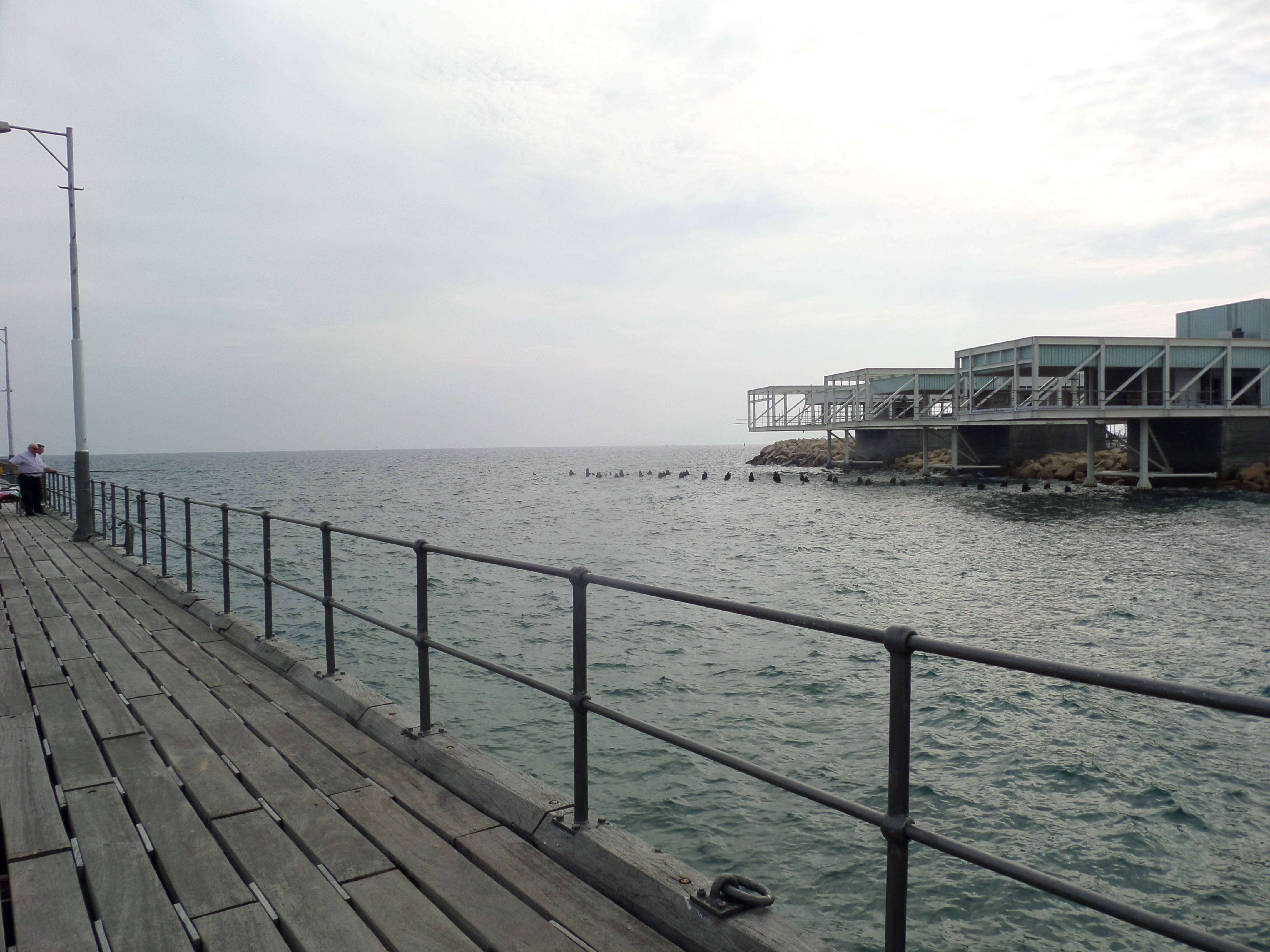
links: Landesteg Personenschifffahrt, rechts die Fischereiterminals (2014)
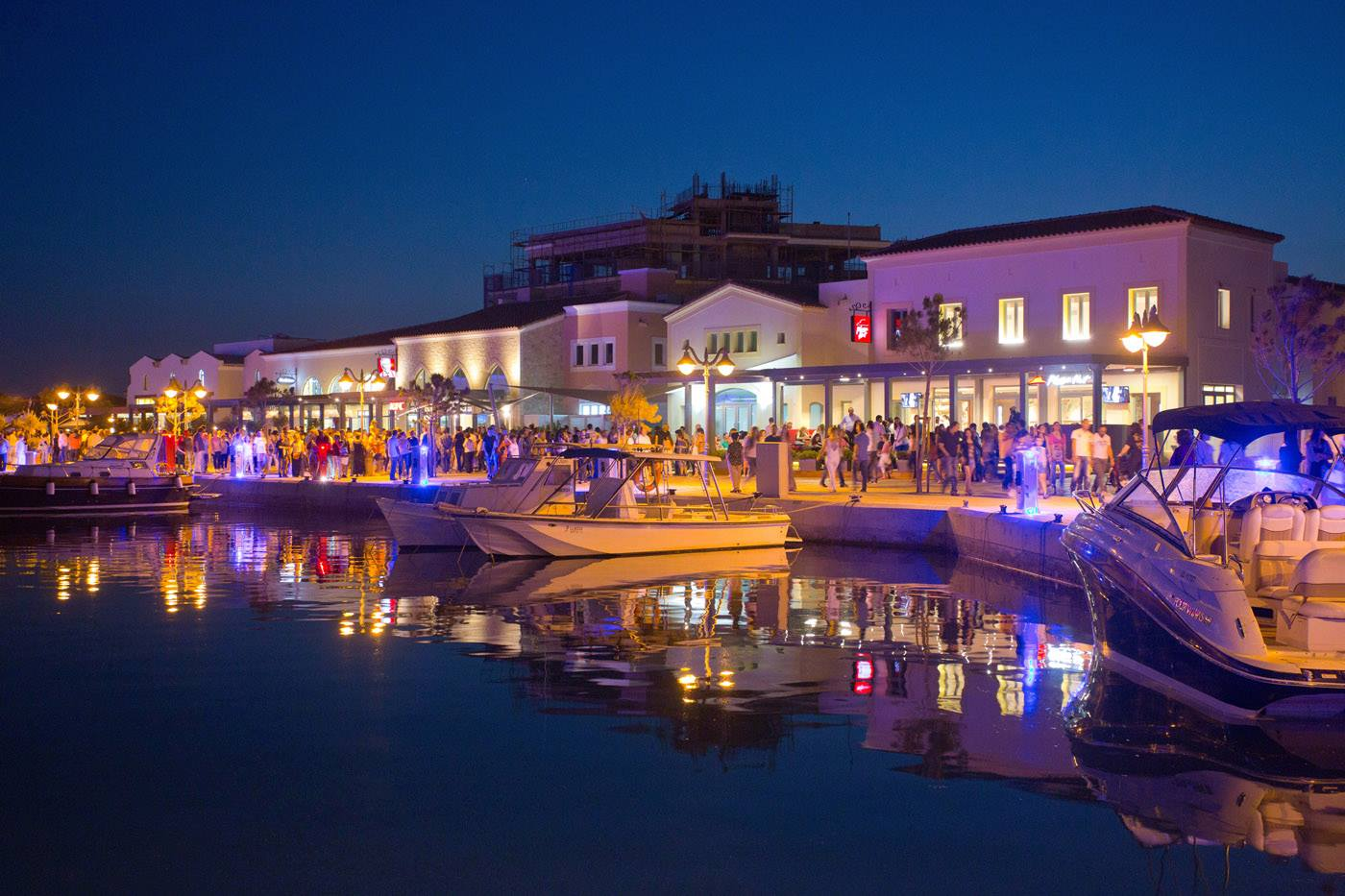
Marina Limassol (2014)
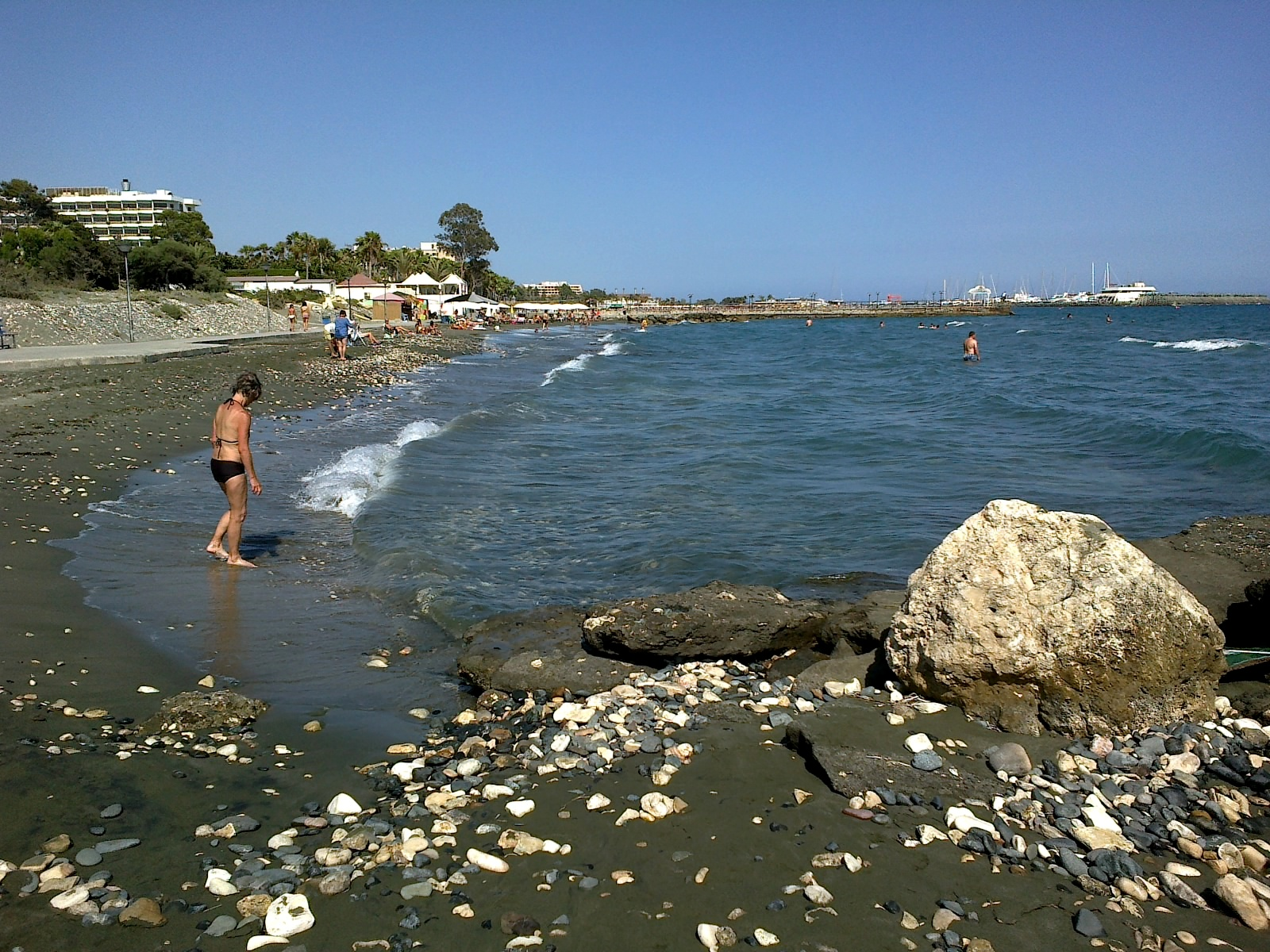
Segelzentrum von Westen (2014)
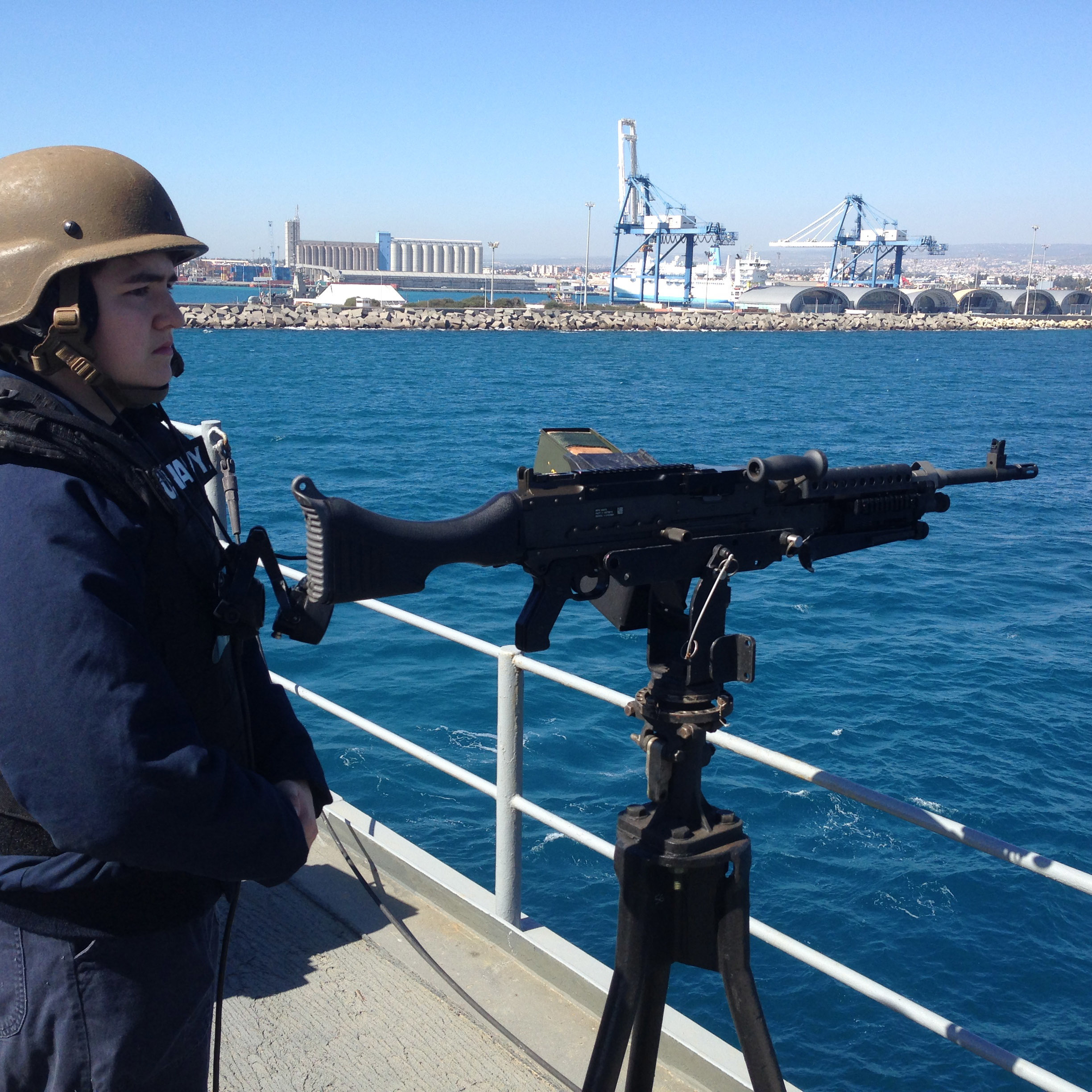
UN-Sicherheitsdienst (2016)